# Dolnji Lakoš
Dolnji Lakoš (węg. Alsólakos) – wieś w Słowenii, w gminie Lendava. 1 stycznia 2018 liczyła 227 mieszkańców.